# Hagnagora guatica
Hagnagora guatica là một loài bướm đêm trong họ Geometridae.